# アレステス科
アレステス科（アレステスか、Alestidae、以前はAlestiidaeと表記）は、アフリカのみで見られるカラシン目の淡水魚の分類群である。およそ18属110種が含まれる。観賞魚として知られるコンゴテトラなどを含む。かつてはカラシン科の亜科とされていたが、独立した科とみなされるようになった。